# Hucisko (gromada w powiecie koneckim)
Hucisko – dawna gromada, czyli najmniejsza jednostka podziału terytorialnego Polskiej Rzeczypospolitej Ludowej w latach 1954–1972.
Gromady, z gromadzkimi radami narodowymi (GRN) jako organami władzy najniższego stopnia na wsi, funkcjonowały od reformy reorganizującej administrację wiejską przeprowadzonej jesienią 1954 do momentu ich zniesienia z dniem 1 stycznia 1973, tym samym wypierając organizację gminną w latach 1954–1972.
Gromadę Hucisko z siedzibą GRN w Hucisku utworzono – jako jedną z 8759 gromad na obszarze Polski – w powiecie koneckim w woj. kieleckim, na mocy uchwały nr 13d/54 WRN w Kielcach z dnia 29 września 1954. W skład jednostki weszły obszary dotychczasowych gromad Duraczów, Gosań, Hucisko, Mokra i Włochów ze zniesionej gminy Duraczów w tymże powiecie. Dla gromady ustalono 27 członków gromadzkiej rady narodowej.
1 stycznia 1969 z gromady Hucisko wyłączono wsie Gosań i Włochów włączając je do gromady Krasna w tymże powiecie, po czym gromadę Hucisko zniesiono, a jej (pozostały) obszar włączono do nowo utworzonej gromady Stąporków.